# Skeppsviksskärgården
Skeppsviksskärgården este o arie protejată (arie specială de conservare — SAC, sit de importanță comunitară — SCI) din Suedia întinsă pe o suprafață de 790,9 ha, integral pe uscat.

## Localizare
Centrul sitului Skeppsviksskärgården este situat la coordonatele 63°46′02″N 20°35′14″E / 63.7671°N 20.5872°E.

## Înființare
Situl Skeppsviksskärgården a fost declarat sit de importanță comunitară în decembrie 1995 pentru a proteja un număr necunoscut de specii din flora spontană și fauna sălbatică aflate în arealul zonei. Situl a fost protejat și ca arie specială de conservare în martie 2011.

## Biodiversitate
Situată în ecoregiunile boreală și marină baltică, aria protejată conține 10 habitate naturale: Lagune de coastă, Insulițe și insule mici din Baltica boreală, Mlaștini turboase de tranziție și turbării mișcătoare, Pășuni de coastă din Baltica boreală, Vegetație anuală la limita mareei, Estuare, Taiga vestică, Vegetație perenă pe țărmurile stâncoase, Păduri naturale în etape succesive primare ale suprafețelor emergente de coastă, Recifuri.
La baza desemnării sitului se află un număr nedeclarat de specii protejate.